# 2021~2022년 오스트레일리아 근해 사이클론
2021~2022년 오스트레일리아 근해 사이클론(2021~2022 Australian region cyclone season)은 2021년 11월 17일에서 2022년 사이에 호주 근해에서 발생한 사이클론을 기록한 문서이다. 현재까지 총 10개의 사이클론이 발생했다.
이 지역은 5개의 열대저기압 경보 센터(TCWC)가 감시한다. 그 5개 기구는 호주 기상청의 TCWC 퍼스, TCWC 다윈, TCWC 브리즈번, 인도네시아의 TCWC 자카르타, 파푸아뉴기니의 TCWC 포트모르즈비이다.

참고로 호주 근해의 TCWC들은 최대풍속 34kt 미만의 열대 저기압을 "저기압(tropical low)"이라 하므로, 원래 의미의 저기압(low pressure)과 혼동되어서는 안 된다.

## 통계

### 사이클론 이름
호주 기상청 
| - 사이클론 패디(2201) - 사이클론 루비(2203) - 사이클론 세스(2204) - 사이클론 티파니(2205) - 사이클론 버논(2206) - 사이클론 아니카(2207) | - 사이클론 빌리(2208) - 사이클론 샬롯(2209) |

 TCWC 자카르타 
| - 사이클론 테라타이(2202) |

 MFR 
- 사이클론 카림(2210)

## 같이 보기
- 2021~2022년 남태평양 사이클론
- 2021년 태풍
- 2021년 북대서양 허리케인
- 2021년 동태평양 허리케인
- 2021~2022년 남서인도양 사이클론
- 2021년 북인도양 사이클론